# Późniejsze Yan
Późniejsze Yan (384–407) – jedno z licznych, krótkotrwałych państw w północnych Chinach, powstałych w okresie podziału po upadku dynastii Han i po nieudanej unifikacji kraju przez Dynastię Jin, w tzw. okresie Szesnastu Królestw.
Do roku 370 niechiński lud Murong, odłam Xianbei posiadał w północno-wschodnich Chinach stosunkowo silne i stabilne państwo, zwane Wcześniejszym Yan. Zostało ono podbite przez Wcześniejsze Qin, ale w obrębie państwa Qin zachowało dość dużą spójność etniczną i administracyjną, w szczególności wojska Murongów dowodzone były przez ich własnych wodzów. W 383, po klęsce Qin nad rzeką Fei, wódz Murong Chui jako jeden z pierwszych wypowiedział posłuszeństwo Fu Jianowi, cesarzowi Qin. Dzięki temu, że jego siły pozostały nienaruszone, mógł szybko opanować tereny od południowej Mandżurii do północnego Shandongu, których ogłosił się formalnie cesarzem w 386 roku.
Równocześnie, inny odłam Murongów obległ i zdobył Chang’an, stolicę Fu Jiana. Ten ostatni zdołał uciec, a Murongowie w 384 ustanowili państwo Zachodnie Yan w Shanxi, którego tereny jednak Murong Chui w 394 przyłączył do Późniejszego Yan.
Murongowie byli ludem półosiadłym i stosunkowo sprawnie posługiwali się chińską administracją, co mimo zmian dynastii (łącznie państw Yan było cztery: Wcześniejsze, Późniejsze, Północne i Południowe), zapewniało minimum stabilności. W celu wzmocnienia państwa, dokonywali przesiedleń ludności, by zmaksymalizować uprawę ziemi wokół stolicy, miasta Zhongshan (dzisiejsze Dingzhou niedaleko od Baoding, w Hebei). W 385 uznali zwierzchność wasalną królestwa Goguryeo.
Północna dynastia Wei była początkowo lennikiem Późniejszego Yan i wykorzystując ten sojusz podbiła plemiona Xiongnu między górami Wielkiego Chinganu a pustynią Ordos. W 391 odmówiła jednak płacenia trybutu, co spowodowało inwazję Yan w 395. Siły Wei wycofały się daleko na zachód, aż za Rzekę Żółtą i zajęły tam obronną pozycję, osłabiając armię Yan drobnymi wypadami. Murong Bao, następca tronu Yan i głównodowodzący armii, zdecydował się w końcu na odwrót. Kolumna kawalerii Wei doścignęła go i zaskoczyła niedaleko Horinger (koło Hohhot), 8 grudnia 395, niszcząc praktycznie jego armię. W następnym roku w pole wyruszył sam cesarz, Murong Chui, i odniósł spore sukcesy, ale zmarł w środku kampanii. To zadecydowało o przejęciu inicjatywy przez Tuoba Gui, który ruszył do ataku, zajął środkowe Shanxi i uderzył na centrum państwa Yan, dzisiejsze Hebei.
Wykorzystując słabnięcie Yan, król Goguryeo, Kwanggaet’o Wielki, rozpoczął ekspansję na południową Mandżurię, przesuwając granicę koreańską na północ, aż do Liao He. Maszerując z zachodu, Wei podbiło kolejno miasta Taiyuan, Zhongshan i Ye przejmując większość terytorium Yan w 398 i ostatecznie doprowadziło do upadku tego państwa, przejmując kontrolę nad niemal całymi Chinami północnymi. Sukcesorami Późniejszego Yan były Yan Północne i Południowe oraz Północna dynastia Wei.